# ブラックバーン モノプレーン

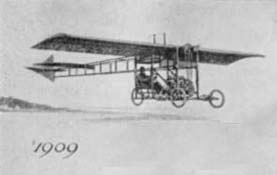
ブラックバーン モノプレーン

ブラックバーン モノプレーン（Blackburn First Monoplaneまたは Monoplane No 1）は1909年にイギリスのロバート・ブラックバーンが設計した航空機である。
高翼配置の単葉機で、操縦席とエンジンは3車輪のフレームに取り付けられ、十字形の尾翼は主翼からブームで支えられている。プロペラは主翼の前縁に配置され、35馬力のエンジンからチェーンで駆動された。ロバート・ブラックバーンがパリにいる間に設計され、ブラックバーンの父親が工場長を務めるトーマス・グリーン＆サンズ社で組み立てられた。イギリス中部のSaltburn とMarskeの間の海岸に運ばれ試験飛行が行われた。安定した飛行はできず、約1分半の飛行の後墜落し、修理不能の破損により、廃棄された。後年地元ブラフの歴史研究グループによってレプリカが作られ、Brough Heritage Centreに展示されている。